# Krzysztof Morstin

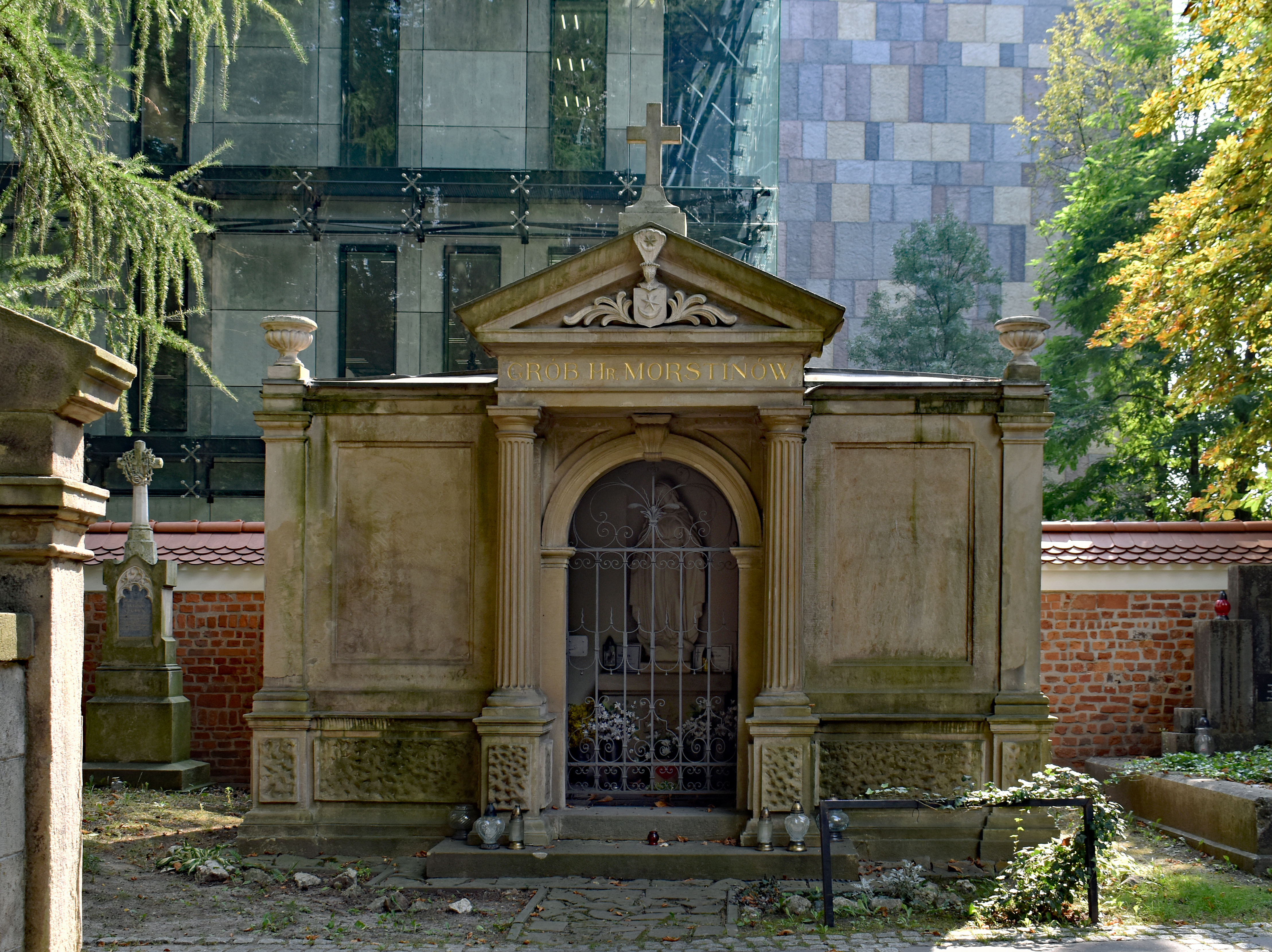
Cmentarz Rakowicki.
Grobowiec Morstinów.

Krzysztof Tadeusz Morstin ps. "Pług" (ur. 16 października 1905 w Rzeszowie, zm. 30 września 1990 w Krakowie) – polski ziemianin, oficer Wojska Polskiego i Armii Krajowej, w czasie II wojny światowej delegat konspiracyjnej organizacji "Uprawa" na Okręg Kraków.
Urodził się w rodzinie ziemiańskiej, syn Henryka herbu Leliwa i Karoliny z Mycielskich herbu Dołęga. W 1934 r. poślubił Zofią Stanisławę Koczorowską herbu Rogala, mieli troje dzieci: Tadeusza, Jerzego i Marię.
W 1925 r. zdał maturę w Gimnazjum św. Jacka w Krakowie. W latach 1926–1928 uczył się na Wyższych Kursach Rolniczych dla Ziemian prof. J. Turnaua we Lwowie. Następnie w Szkole Podchorążych Rezerwy Kawalerii w Grudziądzu, odbywając służbę w 9 Pułku Strzelców Konnych w Grajewie. W 1929 roku rozpoczął zarządzanie majątkiem w Raciborsku, który w wieku 15 lat odziedziczył po śmierci swego krewnego, hr. Mariana Dydyńskiego.  Dzięki pożyczce od rodziny unowocześnił gospodarstwo. W czasie kampanii wrześniowej trafił w Kowlu na Wołyniu do niewoli sowieckiej, ale został z niej wypuszczony, gdyż okupanci nie orientowali się, że jest oficerem. Po powrocie do Raciborska nawiązał poprzez Leona Krzeczunowicza kontakt z organizacją konspiracyjną ziemian i przemysłowców "Uprawa", zostając zastępca kierownika organizacji w Okręgu Kraków.  W 1941 r. wstąpił w szeregi Związku Walki Zbrojnej, późniejszej Armii Krajowej, zostając członkiem placówki terenowej o krypt. „Sosna”, należącej do V kompanii II wielickiego Batalionu „Wilga”12 Pułku Piechoty AK.
Przekształcił swój dwór w schronienie dla Polaków wysiedlonych z Wielopolski oraz osób poszukiwanych przez Niemców. W kaplicy dworskiej za aprobatą abp. Adama Stefana Sapiehy odprawiane były nabożeństwa dla miejscowej ludności. Wspierał też oddziały leśne AK i rodziny profesorów Uniwersytetu Jagiellońskiego.  Po aresztowaniu Krzeczunowicza w 1944 r. przejął po nim kierownictwo "Uprawy"  w Inspektoracie Kraków AK. Po paru miesiącach zteż ostał aresztowany Niemcy, a następnie osadzony w obozie w Płaszowie i więzieniu na Montelupich. Wyszedł jednak na wolność dzięki interwencji Marii z Czeczów Tarnowskiej.
Po upaństwowieniu majątku w Raciborsku w 1945 r. przeniósł się wraz z rodziną na stałe do Krakowa.  W 1950 r. został aresztowany po raz kolejny, tym razem przez UB. Trafił na sześć miesięcy do więzienie w Tarnowie. Jako "wróg ludu" otrzymał wyrok 1,5 roku więzienia w zawieszeniu na 3 lata. Zmuszony był podjąć pracę fizyczną, bo innej dostać nie może. W czasie 25-letniej pracy zawodowej był zwalniany 16 razy. W 1970 r. odszedł na emeryturę. Namówił byłych członków "Uprawy" m.in. Karola Hilarego Tarnowskiego i Pawła Żółtowskiego na spisanie wspomnień z działalności organizacji. Na miejscu dworu w Raciborsku, za jego aprobatą, miejscowi wierni wznieśli murowany kościół pod wezwaniem Najświętszej Maryi Panny Królowej Polski. Został pochowany na Cmentarzu Rakowickim w Krakowie.